# Agnese Bonfantini
Agnese Bonfantini (Verbania, 13 juni 1991) is een voetbalspeelster uit Italië. Ze speelt als aanvaller op huurbasis voor ACF Fiorentina in de Serie A.

## Clubcarrière
Bonfantini begon met voetballen bij Fondotoce in Piëmont op zesjarige leeftijd. Hier maakte ze onderdeel uit van een jongensteam. Ook bij haar volgende club, Gravellona Toce, speelde ze bij de jongens in 2010. In 2012 vertrok ze naar jeugdopleiding van FC Inter Milaan, waar ze zes jaar onderdeel van uitmaakte.
Op 16 april 2015 maakte Bonfantini haar debuut voor de hoofdmacht van de Milanese club op zestienjarige leeftijd in de Serie B. Ondanks haar lange dienstverband bij de club, wist ze niet met de club te promoveren naar de Serie A. In de zomer van 2018 stapte Bonfantini over naar het nieuw opgerichte AS Roma, waarvoor ze debuteerde in de Serie A. Dit deed ze door in de basis te starten in de allereerste wedstrijd van de club uit bij US Sassuolo op 22 september 2018. Bonfantini wist een penalty ter versieren en daarmee had ze een belangrijk aandeel in het allereerste doelpunt in de geschiedenis van de Romeinse club gemaakt vanaf de penaltystip door ploeggenote Annamaria Serturini.
Op 15 februari 2020 was Bonfantini de eerste vrouw in de geschiedenis van AS Roma die een hattrick wist te maken. Dit deed ze in een competitiewedstrijd tegen Hellas Verona. In het seizoen 2020/21 behaalde AS Roma de finale, waarin Bonafantini als invalster op 30 mei 2021 de Coppa Italia wisten te winnen door AC Milan te verslaan. Daarmee won AS Roma de eerste grote prijs in haar clubgeschiedenis.
Op 5 juli 2021 maakte Bonfantini de overstap naar Juventus FC. In het seizoen 2023/24 werd ze verhuurd aan haar oude ploeg FC Inter Milaan, waarmee ze ditmaal uitkwam in de Serie A. In het daaropvolgende seizoen volgde een nieuwe verhuurbeurt aan ACF Fiorentina tot 30 juni 2025.

## Statistieken
| Seizoen | Club            | Land   | Competitie | Wedstrijden | Doelpunten |
| ------- | --------------- | ------ | ---------- | ----------- | ---------- |
| 2018/19 | AS Roma         | Italië | Serie A    | 21          | 4          |
| 2019/20 | AS Roma         | Italië | Serie A    | 15          | 7          |
| 2020/21 | AS Roma         | Italië | Serie A    | 20          | 1          |
| 2021/22 | Juventus FC     | Italië | Serie A    | 20          | 3          |
| 2022/23 | Juventus FC     | Italië | Serie A    | 13          | 1          |
| 2022/23 | UC Sampdoria    | Italië | Serie A    | 11          | 7          |
| 2023/24 | FC Inter Milaan | Italië | Serie A    | 23          | 8          |
| 2024/25 | ACF Fiorentina  | Italië | Serie A    | 22          | 7          |
| Totaal  | Totaal          | Totaal | Totaal     | 145         | 38         |

Laatste update: 13 april 2025

## Interlandcarrière
Bonfantini maakte haar debuut voor het Italiaanse nationale team in 2019 in een 3-0 overwinning op Hongarije. Ze maakte onderdeel uit van de Italiaanse selectie op het EK 2022 in Engeland, waarin Bonfantini enkel haar opwachting maakte in het laatste groepsduel tegen België.